# 이호연
이호연(1954년 1월 18일 ~ 2018년 2월 14일)은 대한민국의 운동 선수 출신 음반 제작자, 텔레비전 프로그램 제작자이자 연예 기획사 DSP 미디어의 前 대표이사다.

## 경력
성균관대학교 체육학부 출신으로 태권도 선수를 하다가 은퇴 후 대전에서 학교 체육교사를 하던 중 1981년 양승국 한밭기획 사장의 권유로 연예계에 뛰어들었다. 태진아의 매니저로 연예계의 일을 시작했다. 이후 소방차, 유열, 심신 등을 매니지먼트하였는데 심신의 대표곡인 <오직 하나뿐인 그대>는 원래  소방차가  부를 뻔 했다. 이 중 소방차는 대한민국 최초의 아이돌 댄스 그룹이라 불리는데, 기획 및 홍보 등에 있어 이호연 사장의 첫 작품으로 인정되고 있다. 당시 소방차의 매니저였던 김태송(1966 ~ 2018)은 훗날 TS엔터테인먼트를 설립하였다. 
1991년에 독립하여 대성기획(후에 DSP 미디어로 명칭 변경)을 설립하였다. 혼성그룹 ZAM을 제작하여 큰 인기를 끌었으며, 이본, 오현경, 이승연, 박소현 등 당대 인기 탤런트들이 소속되어 있었다.
1990년대 중후반 및 2000년대 초중반에는 핑클, 클릭비, 솔로 이효리 등 스타 아이돌들을 배출하여 SM 엔터테인먼트와 라이벌 구도를 형성해 아이돌 업계의 양대산맥을 이루었다. 일례로 서울가요대상 실적을 보면, 핑클은 1999년도 대상을, 이효리는 2003년도 대상을 수상하였다. 당시의 DSP에 대해 '가수 매니지먼트에 관한 사례연구'라는 논문에서는, "대표자가 전 가수들을 총괄 기획하고 제작이나 각종 결정권에 큰 영향력을 행사" "모든 체계가 중앙집중적으로 편중되어 있어 전형적인 개인형 매니지먼트 구조"라고 분석하고 있다.
2000년대 중반에는 회사 사업분야를 확장하였고, 2006년 3월 섬유원단 제조 업체인 호신섬유주식회사와의 인수합병을 통해 코스닥시장에 회사를 우회상장하였다. 문정수 PD 소현경 작가 등 전문인력을 영입하였으며, 마이걸, 외과의사 봉달희, 연개소문 등 인기 프로그램을 제작하였다.
2000년대 중반 이후로는 SS501과 카라를 제작하여 큰 인기를 끌었다. 2009년 11월에는 레인보우를 기획하여 데뷔시켰으며, 2010년 들어서는 추진해왔던 카라의 일본 정식 진출을 눈 앞에 두고 있었다.
그러나 2010년 3월, 지인과 술자리를 갖고 돌아가는 길에 뇌출혈로 쓰러져 병상에 누웠다. 이후 대표이사가 교체된 DSP 미디어는 예전만큼의 위상을 보여주지 못하였다. 업계 관계자들은 과거 DSP 미디어가 성공한 데에는 설립자인 이호연 대표의 역할이 결정적이었다고 입을 모은다. 이 대표가 DSP 설립 초부터 줄곧 기업의 경영·기획 등을 비롯해 가수의 앨범 제작까지 손수 돌보며 기업의 성장을 도모했기 때문이다. 실력 있는 제작자로 유명세를 치른 후 데뷔시키는 가수마다 정상에 올려 ‘스타제조기’라는 수식어를 얻기도 하였다. 큰 부침 없이 기업의 덩치를 키워내 경영 능력 또한 높이 평가받았다. 추진력과 스태프 관리에서 가요계 최고 수준이었던 이호연 대표가 일선에서 활발히 활동하던 시절, 대성기획 및 DSP는 이수만 사장의 SM엔터테인먼트와 함께 사실상 국내 양대 가요 기획사로 군림했다.
이처럼 성공시킨 가수들 숫자는 많으나, 그것이 시스템이 아닌 사장의 개인적인 감과 인맥에 의존했던 점은 한계였다. 이에 급작스런 뇌출혈로 사장 자리에서 물러나자 회사에 큰 문제를 야기하였다. 
2015년 10월 대중문화예술상 대통령 표창을 받았으며, 표창은 카라 멤버 박규리와 한승연이 대리 수상하였다. 국내 매니지먼트 1세대 출신으로서 대중들에게 오랜 시간 큰 사랑을 받은 음악가들을 기획하고 제작한 점, 카라 등을 통해 한류열풍을 이끄는데 앞장섰던 점, 그리고 TV드라마 “마이걸”, “연개소문”, “외과의사 봉달희” 등을 제작하여 높은 시청률을 기록하며 미디어 사업 분야에도 기여한 점이 수상에 영향을 미친 것으로 알려졌다.
2018년 2월 14일 오랜 투병생활 끝에 별세했다. 오종혁이 상주를 자청했으며, 여러 연예인들과 관계자들이 조의를 표했다. 옥주현은 장문의 글을 통해 이호연 사장과의 인연에 고마움을 표했다. 이외 소방차 시절부터 알고 지냈다는 홍성규 가요평론가는, 이호연 사장의 심미안을 인정하면서 그가 건재했으면 DSP가 3대 대형 기획사에 속했을 것이라는 말을 남겼다.

## 기타
- 결혼을 매우 늦게 했다. 50세가 훌쩍 넘은 나이에 결혼했고, 상대방인 최미경은 재혼이었다. 얼마 후 그가 뇌출혈로 쓰러졌고, 곧바로 그의 아내가 DSP 미디어 대표이사로 취임하였다. 이 과정에서 전 남편과의 사이에서 낳은 딸이 이사로 등기되어 논란이 일기도 했다.[16]
- 슬하에 친자식은 없다.
- 전직 태권도 선수였다.

## 학력 및 경력
- 2008 ~ 2010 DSP 미디어 대표이사
- 1991 ~ 2008 DSP엔터테인먼트 대표이사
- 성균관대학교 체육학

## 수상 경력
- 2015년 대중문화예술상 대통령 표창[18]
- 2009년 제24회 골든디스크 시상식 제작자상
- 2006년 SBS 연기대상 제작공로상
- 1999년 제10회 서울가요대상 최고 인기가요 기획상 外

## 제작 드라마
- SBS 《세잎클로버》
- SBS 《마이걸》
- SBS 《그 여자》
- SBS 《연개소문》
- SBS 《외과의사 봉달희》
- SBS 《불량 커플》